# Kanton Villejuif-Ouest
Kanton Villejuif-Ouest is een voormalig kanton van het Franse departement Val-de-Marne. Kanton Villejuif-Ouest maakte deel uit van het arrondissement L'Haÿ-les-Roses en telde 26.542 inwoners (1999).
Het werd opgeheven bij decreet van 17 februari 2014 met uitwerking in maart 2015.

## Gemeenten
Het kanton Villejuif-Ouest omvatte enkel een deel van de gemeente Villejuif.